# Джонсон, Кейт
Кетрин Джонсон (англ. Katherine Johnson; род. 18 декабря 1978, Денвер) — американская гребчиха, выступавшая за сборную США по академической гребле в период 1995—2004 годов. Серебряная призёрка летних Олимпийских игр в Афинах, чемпионка мира, победительница многих регат национального и международного значения.

## Биография
Кейт Джонсон родилась 18 декабря 1978 года в Денвере, штат Колорадо.
Занималась академической греблей во время обучения в Мичиганском университете — состояла в местной университетской гребной команде, в 1999—2001 годах неоднократно принимала участие в различных студенческих регатах. Позже проходила подготовку в Гребном тренировочном центре Соединённых Штатов в Принстоне.
Дебютировала в гребле на международной арене в 1995 году, когда в распашных рулевых восьмёрках выступила на юниорском мировом первенстве в Познани. Год спустя на аналогичных соревнованиях в Глазго стартовала в программе безрульных четвёрок.
В период 1997—1999 годов достаточно успешно выступала на молодёжном Кубке наций, на отдельных этапах в безрульных четвёрках выигрывала серебряную и бронзовую медали.
В 2001 году вошла в основной состав американской национальной сборной и побывала на взрослом чемпионате мира в Люцерне, где заняла четвёртое место в восьмёрках.
На мировом первенстве 2002 года в Севилье завоевала в восьмёрках золотую медаль.
На чемпионате мира 2003 года в Милане финишировала пятой в восьмёрках. Также в этом сезоне была лучшей на кубковых регатах в Милане и Мюнхене.
В 2004 году в восьмёрках отметилась победами на этапах Кубка мира в Мюнхене и Люцерне. Благодаря череде удачных выступлений удостоилась права защищать честь страны на летних Олимпийских играх в Афинах — в составе восьмёрки, где присутствовали гребчихи Элисон Кокс, Анна Микельсон, Меган Диркмат, Саманта Мэги, Лорел Корхольц, Кэрин Дэвис, Лианн Нельсон и рулевая Мэри Уиппл, показала в финале второй результат, отстав почти на две секунды от победившей команды Румынии, и таким образом стала серебряной олимпийской призёркой. Вскоре по окончании этой Олимпиады приняла решение завершить спортивную карьеру.